# 優婆提舎
優婆提舎（うばだいしゃ）は、サンスクリット語の「upadeśa उपदेश」の音写語である。「論議」と漢訳される。
教説、問答あるいは論説の意味であり、十二部経の一つとして、仏陀あるいは弟子たちが教えについて論議し、問答によって理を明らかにしたものを指す。

また、経の内容を哲学的に論究した論書を言う。たとえば世親の浄土論は『無量寿経優婆提舎（むりょうじゅきょううばだいしゃ）』と呼ばれ、『無量寿経』の内容を註解している。また、経の註釈書の標題としても用いられる。